# 塞斯拉斯
塞斯拉斯（法語：Cesseras，法語發音：[sɛsʁas]）是法国埃罗省的一个市镇，属于贝济耶区。该市镇总面积15.07平方公里，2009年时的人口为392人。

## 人口
塞斯拉斯人口变化图示